# Świny
Świny [ˈɕfinɨ] (tiếng Đức: Schweinhaus) là một ngôi làng thuộc khu hành chính của xã Bolków, huyện Jaworski, Hạ Silesia, nằm ở phía tây nam Ba Lan.

## Địa lý

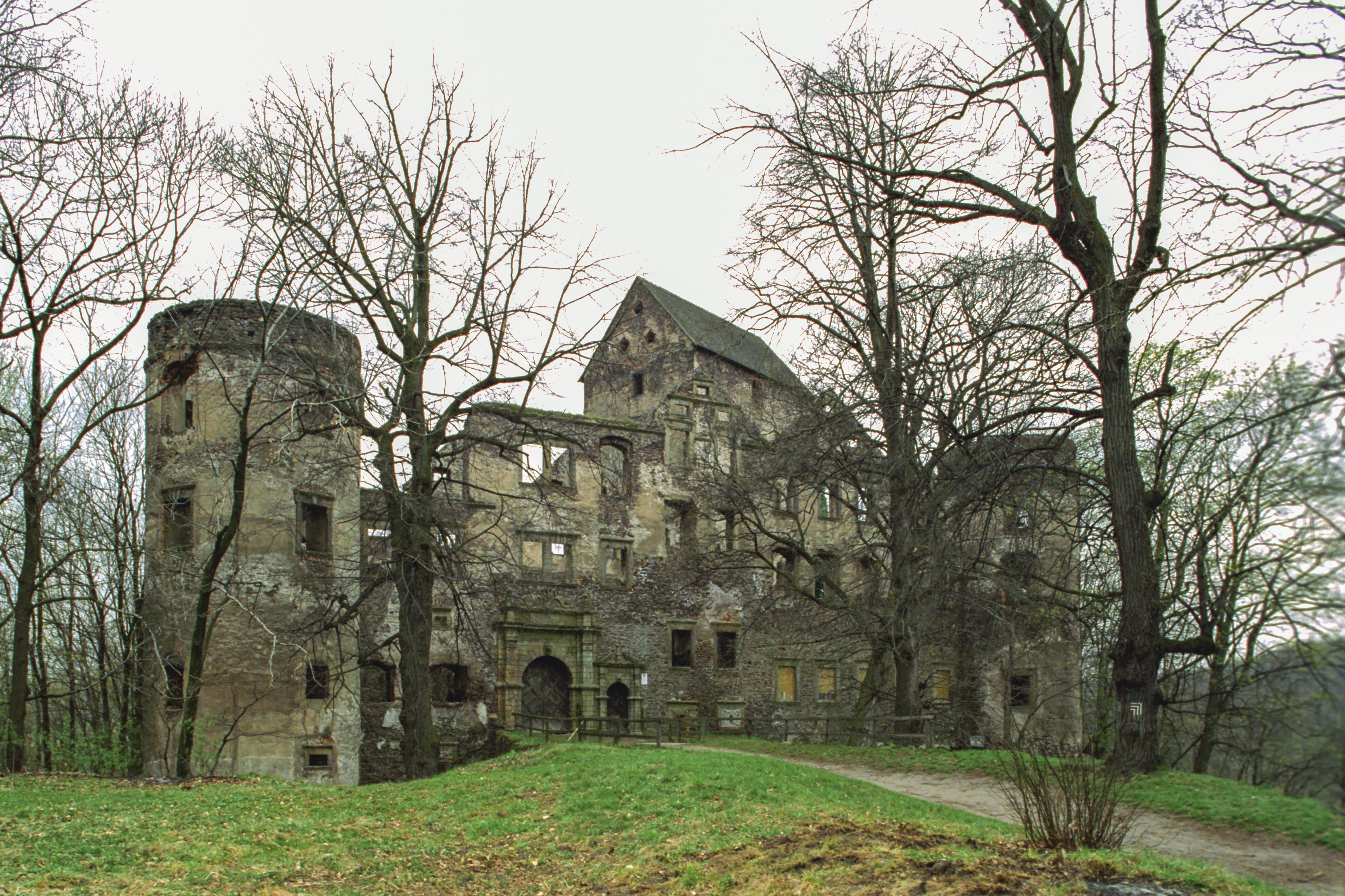
Di tích lâu đài

Nó nằm ở vùng Hạ Silesia trên Quốc lộ quốc gia Ba Lan số 3, phía đông bắc Bolków, cách khoảng 15 km (9 mi)     phía tây nam Jawor và 70 km (43 mi)     phía tây thủ đô khu vực Wrocław. Ngôi làng có dân số 280 người.

## Lịch sử
Một khu định cư trên con đường lịch sử dẫn từ Vương quốc Ba Lan qua Tây Sudetes đến Công tước xứ Bohemia đã tồn tại vào thế kỷ thứ 10/11. Theo truyền thuyết, một hiệp sĩ người Hà Lan Biwoy 716 đã giết một con lợn rừng bằng tay  và hiến nó cho tổ tiên Přemyslid Libuše, do đó anh ta đã nhận được bàn tay của chị gái Kazi và được trao tặng với các điền trang xung quanh. Thật vậy, tổ tiên của Lãnh chúa winy (Schweinichen) địa phương có thể đã tự lập trong khu vực khi Silesia nằm dưới sự cai trị của công tước Piast Mieszko I của Ba Lan.
Lâu đài Świny lần đầu tiên được ghi nhận trong năm 1108 bởi các nhà biên niên sử thời Trung cổ Cosmas của Praha, tác giả của Chronica Boemorum, người đề cập một Voivode Mutina của triều đại Vršovci gặp chú mình Nemoy tại Castrum Suini trong Poloniae để âm mưu chống lại Công tước Svatopluk của Bohemia. Suini là lâu đài lâu đời nhất được biết đến ở Lower Silesia. Nó một lần nữa xuất hiện với tư cách là Zpini trong chứng thư 1155 do Giáo hoàng Adrian IV ban hành. 

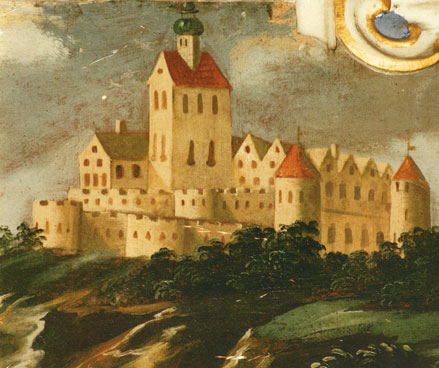
Lâu đài Świny, miêu tả năm 1655

Từ thế kỷ XIII trở đi, Świny rõ ràng là trụ sở hành chính của một lâu đài Ba Lan trên tuyến đường thương mại từ thủ đô Silesian Wrocław qua biên giới của vùng boho tại Kamienna Góra đến Trutnov và Praha. Một nhà thờ giáo xứ được ghi nhận lần đầu tiên vào năm 1313. Tuy nhiên, trong nhiều thế kỷ, nó đã mất đi ý nghĩa của nó, sau khi công tước Silesian Bolesław II Rogatka vào khoảng năm 1270, đã dựng lên lâu đài Bolków lân cận, và các ngôi sao được di dời bởi công tước Silesian Piast của Jawor và Świdnica. Tuy nhiên, Świny, thoát khỏi sự phá hủy trong cả Chiến tranh Hussite và Chiến tranh Ba mươi năm, vẫn là một trong những khu phức hợp lâu đài lớn nhất ở vùng đất Silesian.
Vào thế kỷ XVI, các thành viên của gia đình quý tộc Schweinichen đã tổ chức một vòng tròn thần bí, trong đó có Jakob Böhme, Abraham von Franckenberg và Angelus Silesius. Bị cướp bởi quân đội Nga trong Chiến tranh Bảy năm, lâu đài đã được đưa ra bán bắt buộc vào năm 1769. Sau đó, nó được tổ chức bởi Nhà Hoyos của Áo và nhanh chóng mục nát.